# Adaptación de enlace
La adaptación de enlace o codificación y modulación adaptativa (ACM, siglas de Adaptive Coding and Modulation), es un término utilizado en las comunicaciones inalámbricas para denotar la adecuación de la modulación, la codificación y otros parámetros del protocolo y de la señal a las condiciones en el enlace de radio (por ejemplo, la pérdida de propagación, la interferencia debido a señales provenientes de otros transmisores, la sensibilidad del receptor, el margen disponible de potencia del transmisor, etc.).
Por ejemplo, EDGE utiliza un algoritmo de adaptación de la velocidad que adecua el esquema de modulación y codificación (MCS que es la abreviatura de Modulation and Coding Scheme) de acuerdo con la calidad del canal de radio y, por lo tanto, la velocidad de bits y la robustez de la transmisión de datos. El proceso de adaptación del enlace es dinámico y los parámetros de la señal y el protocolo cambian a medida que cambian las condiciones del enlace de radio - por ejemplo, en High-Speed Downlink Packet Access (HSDPA) en el Sistema Universal de Telecomunicaciones Móviles (UMTS), esto tiene lugar cada 2 ms.